# Иван Долапчиев (архитект)
Иван Георгиев Долапчиев е български архитект, почетен гражданин на град Търговище.

## Биография
Арх. Долапчиев е с близо 50-годишен трудов стаж, посветен изцяло на изграждането на град Търговище и селищата от днешната Област Търговище. Големи са неговите заслуги за електрифицирането, водоснабдяването и изграждането на множество обществени обекти, сред които 100 училища, 56 читалища, летище Търговище, почивната станция в гр. Балчик и много други. Почива на 16 ноември 2012 година след кратко боледуване.

## Отличия
Иван Долапчиев е носител на „Народен орден на труда“ – златен, орден „Кирил и Методий“ – II степен, и други отличия.
На 28 юли 2005 година, във връзка с неговата 80-а годишнина е избран за почетен гражданин на град Търговище.